# L'Enfant que je n'attendais pas
Pour plus de détails, voir Fiche technique et Distribution.
L'Enfant que je n'attendais pas est un téléfilm français réalisé par Bruno Garcia et diffusé le 8 mai 2019 sur France 2.

## Synopsis
Johanna, responsable marketing et mère d'une petite fille accouche d'un enfant qu'elle n'attendait pas. Elle se débarrasse du bébé et est accusée d'infanticide.

## Fiche technique
- Réalisateur : Bruno Garcia
- Scénario : Caroline du Potet, Éric du Potet
- Photographie : Samuel Dravet
- Montage : Hugues Orduna
- Musique : Erwann Kermorvant
- Producteur : Jean-Manuel DuPont
- Genre : Drame
- Durée : 90 minutes
- Date de diffusion : 8 mai 2019 sur France 2

## Distribution
Sauf indication contraire, les informations mentionnées dans cette section peuvent être confirmées par la base de données cinématographiques IMDb,  présente dans la section « Liens externes ».
- Alix Poisson : Johanna
- Bruno Solo : Laurent
- Romane Libert : Camille
- Macha Méril : Christine
- Clarisse Lhoni-Botte : Myriam

## Distinction
- 2019 : Festival des créations télévisuelles de Luchon : Prix de la meilleure actrice pour Alix Poisson

## Accueil critique
Pour Moustique « Bruno Garcia aborde dans ce téléfilm un sujet fort : le déni de grossesse. En évitant une approche manichéenne, le réalisateur touche au tabou ultime avec intelligence et émotion ». Comme l'avait fait le jury du Festival de Luchon, la journaliste Jeanne Persoon salue la prestation d'Alix Poisson, « incroyablement investie dans cette incarnation d'une mère qui ne veut plus en être une » et qui « parvient à dépeindre avec subtilité toutes les contradictions de l'être humain » et rappelle qu'elle avait déjà interprété un rôle de mère infanticide dans Parcours meurtrier d'une mère ordinaire : L'affaire Courjault de Jean-Xavier de Lestrade. Pour Le Parisien, « la réussite de cette fiction tient [...] sur le choix du prisme de l'intime. Il est question ici d'une véritable histoire humaine qui permet d'aborder le déni de grossesse sans se contenter de considérations médicales ou juridiques ».